# Mindenszentek temploma (Vilnius)
Mindenszentek temploma (litvánul: Visų Šventųjų bažnyčia, lengyelül: Kościół Wszystkich Świętych, cím: Rūdninkų g. 20/1) barokk stílusú templom Vilniusban, Litvániában. A templomot 1620 és 1630 között építették, és a karmelita szerzetesrend használta. A 17. század második felében a templom egy kolostorral volt összekötve, és egyetlen komplexumot alkotott.

## Története
Egy nagy, régi kialakítású karmelita kolostor csatlakozik a templomhoz; a már meglévő épületek átalakításával épült fel. 1631–32-ben elkészült az utca vonalát követő kétemeletes főépület; majd számos épületet emeltek, köztük egy noviciátus házat a városfalnál. A 16–18. században a karmeliták aktívan részt vettek a közéletben, ünnepségeket és körmeneteket tartottak. 1819-ben egyházi iskolát hoztak létre a kolostorban. 1885-ben a város kormányzója feloszlatta a szerzetesrendet. 1908-ban Petras Kraujalis lelkész litván nyelven kezdett prédikálni, amelyet a lengyel papság ellenzett. A Mindenszentek temploma egy utca végén található, ahol a német megszállás alatt a város zsidó gettójának főkapuja volt. A második világháború idején létezett egy útvonal, amely csatornákon keresztül összekötötte a templomot a gettóval. A templom papja kenyeret biztosított a gettó lakói számára, amelyet az alagúton keresztül be tudtak csempészni, illetve néhány zsidónak segített elrejtőzni a csatornákban. Voltak keresztény litvánok is, akik segítettek a litván zsidók részére ételt bejuttatni a gettóba. A szovjet időkben a templom népművészeti múzeumnak adott otthont az 1967 és 1975 közötti rekonstrukció után.

## Építészete

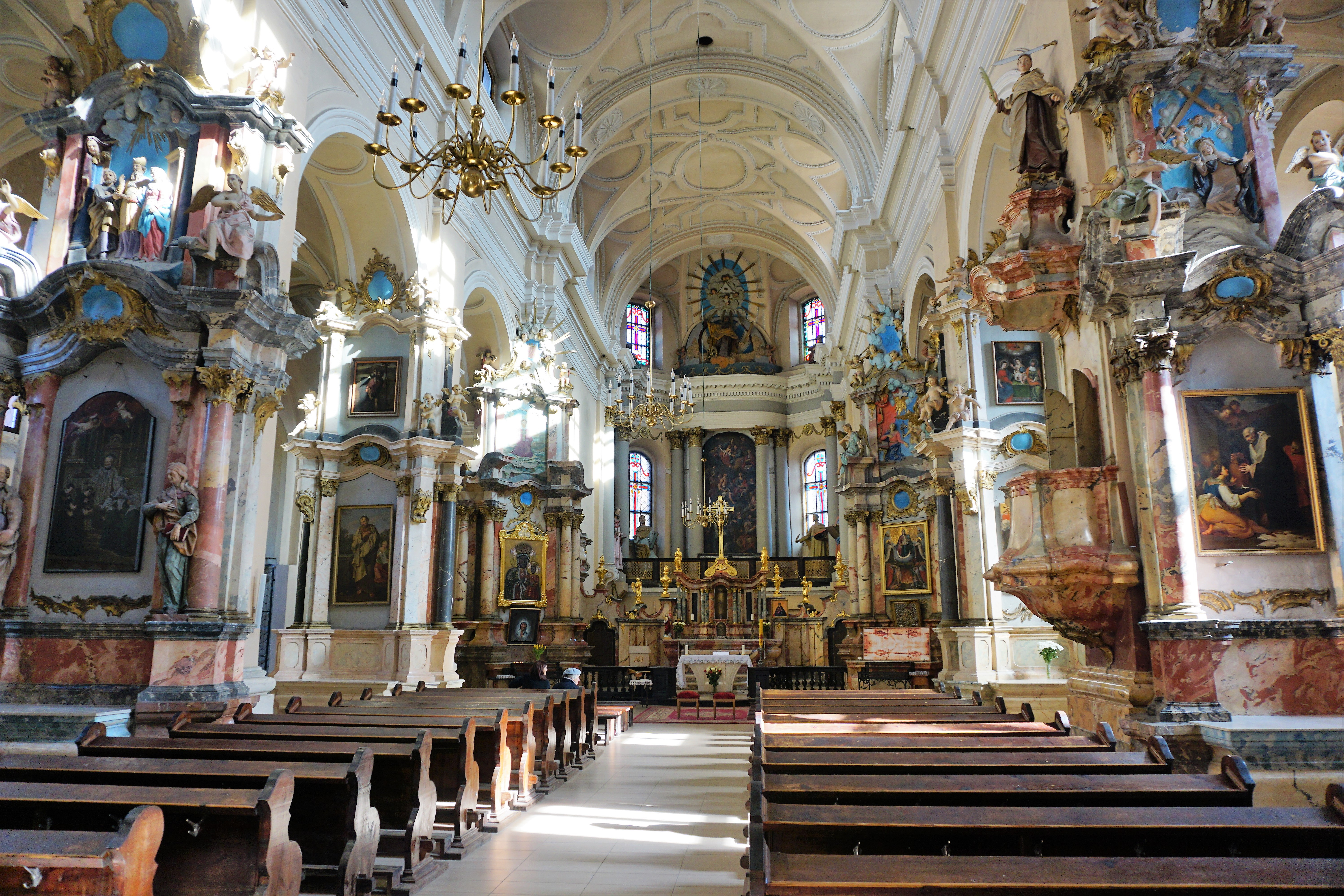
A templom belseje

A harangtorony magas és masszív, kidolgozott díszítéssel. Egy 18. századi tűzvész után helyreállították és rokokó stílusú kupolával fedték be. Martynas Knakfusas készítette el a templom oltárának tervét. A főoltár fölött emelkedik egy másik oltár is, amely egy baldachinos királyi trónra emlékeztet. A 18. században harangtornyot építettek, és a belső tér szobrai is ebből az időből származnak. A templomtól keletre 1877-ig egy Szent József nevét viselő templom állt, amit az orosz cár utasítására lebontottak. Külseje a vilniusi Szent Teréz-templomra hasonlított. Jelenleg tér van a helyén, ahol alkalmanként piacot tartanak.

## Fordítás
- Ez a szócikk részben vagy egészben  a   Church of All Saints, Vilnius című angol Wikipédia-szócikk ezen változatának fordításán alapul.  Az eredeti cikk szerkesztőit annak laptörténete sorolja fel. Ez a jelzés csupán a megfogalmazás eredetét és a szerzői jogokat jelzi, nem szolgál a cikkben szereplő információk forrásmegjelöléseként.